# Cosmophasis modesta
Cosmophasis modesta är en spindelart som först beskrevs av Koch L. 1880.  Cosmophasis modesta ingår i släktet Cosmophasis och familjen hoppspindlar. Inga underarter finns listade i Catalogue of Life.